# Perdita hirtuosa
Perdita hirtuosa är en biart som beskrevs av Timberlake 1980. Perdita hirtuosa ingår i släktet Perdita och familjen grävbin. Inga underarter finns listade i Catalogue of Life.